# Chalanbar
Chalanbar (persiska: چلنبر, چَلَمبَر) är en ort i Iran.   Den ligger i provinsen Ardabil, i den nordvästra delen av landet, 300 km nordväst om huvudstaden Teheran. Chalanbar ligger 1 714 meter över havet och antalet invånare är 103.
Terrängen runt Chalanbar är huvudsakligen kuperad, men österut är den bergig. Chalanbar ligger nere i en dal. Runt Chalanbar är det ganska glesbefolkat, med 38 invånare per kvadratkilometer. Närmaste större samhälle är Khalkhāl, 9,0 km söder om Chalanbar. Trakten runt Chalanbar består i huvudsak av gräsmarker.